# Stavropol Stones 2022
Questa voce raccoglie le informazioni riguardanti gli Stavropol Stones nelle competizioni ufficiali della stagione 2022.

## EESL Vtoraja Liga 2022

### Stagione regolare
| Nevinnomyssk 1º maggio 2022 1ª giornata | Stavropol Stones | 68 – 14 referto | Volzhsky Kites | Stadion v Parke Pobedy |

| Krasnodar 28 maggio 2022 3ª giornata | Krasnodar Bisons | 20 – 16 referto | Stavropol Stones | USC Pokrovskije ozera |

| Volžskij 25 giugno 2022 5ª giornata | Volzhsky Kites | 0 – 54 referto | Stavropol Stones | Stadion im. Loginova |

| Nevinnomyssk 10 luglio 2022 6ª giornata | Stavropol Stones | 16 – 50 (0-22 0-14 8-6 8-8) referto | Krasnodar Bisons | Stadion v Parke Pobedy |

## Statistiche di squadra
| Competizione      | %Vittorie | In casa | In casa | In casa | In casa | In casa | In casa | In trasferta | In trasferta | In trasferta | In trasferta | In trasferta | In trasferta | Totale | Totale | Totale | Totale | Totale | Totale |
| Competizione      | %Vittorie | G       | V       | N       | P       | Pf      | Ps      | G            | V            | N            | P            | Pf           | Ps           | G      | V      | N      | P      | Pf     | Ps     |
| ----------------- | --------- | ------- | ------- | ------- | ------- | ------- | ------- | ------------ | ------------ | ------------ | ------------ | ------------ | ------------ | ------ | ------ | ------ | ------ | ------ | ------ |
| Stagione regolare | .500      | 2       | 1       | 0       | 1       | 84      | 64      | 2            | 1            | 0            | 1            | 70           | 20           | 4      | 2      | 0      | 2      | 154    | 84     |
| Totale            | .500      | 2       | 1       | 0       | 1       | 84      | 64      | 2            | 1            | 0            | 1            | 70           | 20           | 4      | 2      | 0      | 2      | 154    | 84     |